# Bahnhofsfest Königstein

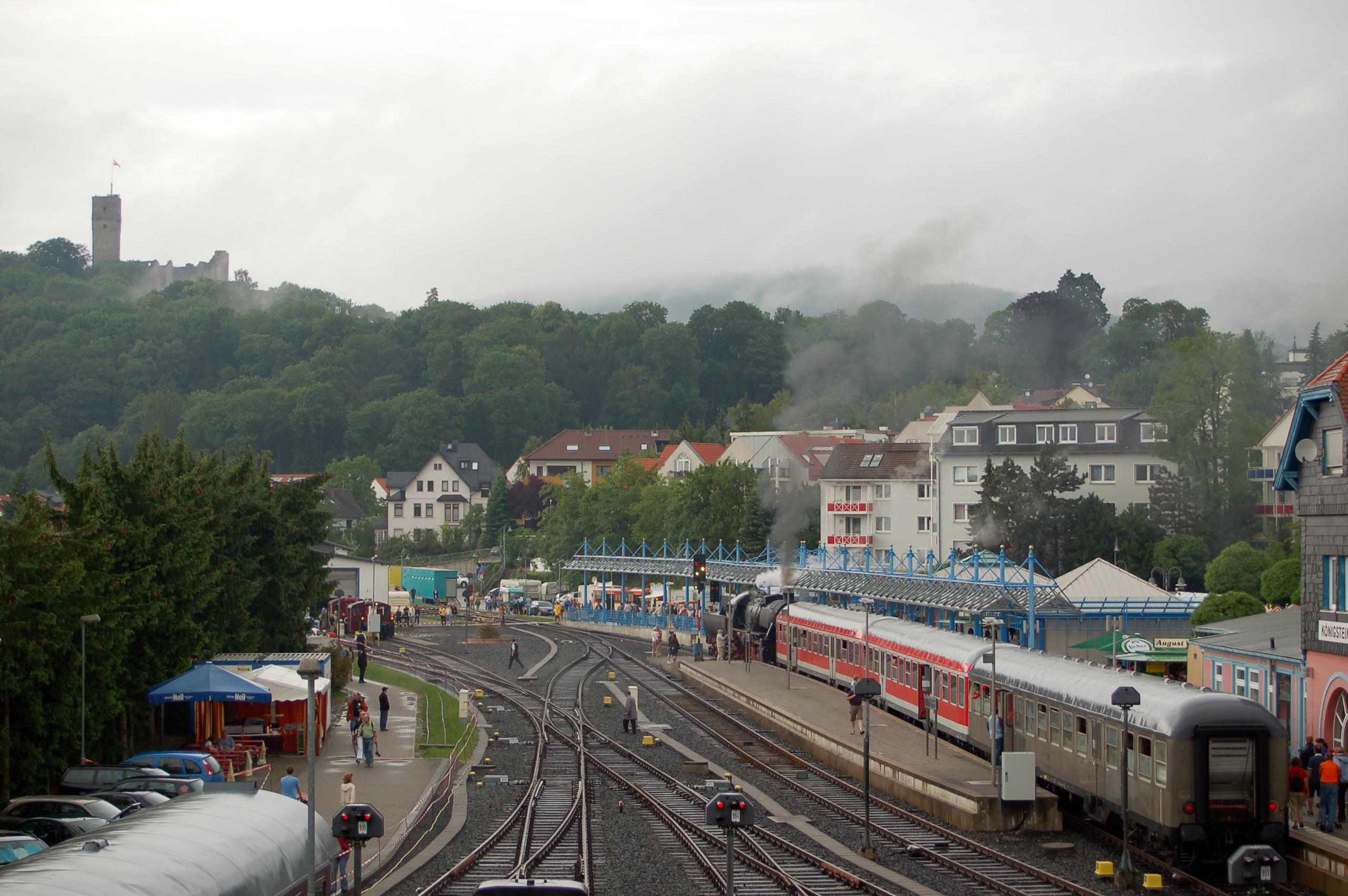
Bahnhofsfest Königstein 2007

Das Bahnhofsfest Königstein findet seit 1981 jährlich zu Pfingsten in Königstein im Taunus statt. Veranstalter ist der Verein Historische Eisenbahn Frankfurt.
Im Rahmen des Festes verkehren unter dem Motto „Mit Volldampf in den Taunus“ auf der Strecke der Königsteiner Bahn nach einem Sonderfahrplan im Stundentakt historische Züge zwischen Frankfurt-Höchst und Königstein. Es kommen aber keine für die Strecke typischen Lokomotiven zum Einsatz, sondern es fahren im stündlichen Wechsel ein Schienenbus und mit der Dampflokomotive 52 4867 bespannte Züge. Bis 2019 kam auch die 01 118 zum Einsatz. Sie war die einzige Dampflok ihrer Baureihe, die seit ihrem Baujahr 1934 ununterbrochen betriebsfähig war und noch zu Museumsfahrten auf öffentlichen Strecken fuhr.
Am Bahnhof Königstein gibt es die Möglichkeit zu Mitfahrten auf dem Führerstand der Köf 4293. Der Verein stellt andere Lokomotiven und Waggons aus seinem Bestand aus, es besteht die Möglichkeit der Besichtigung der ausgestellten Fahrzeuge. Das Frankfurter Feldbahnmuseum bietet Fahrten auf einem mit einer Kleindiesellok bespannten Waggon an. Regelmäßig sind andere Eisenbahnvereine mit historischen Lokomotiven zu Gast.
Beide Frankfurter Eisenbahnvereine sind mit je einem Informationsstand vertreten, ebenso der Verein Historische Straßenbahn der Stadt Frankfurt am Main und der Fahrgastverband Pro Bahn. Weiteres Programm des Bahnhofsfestes sind neben volksfestüblichen Angeboten Lokomotiv-Paraden und Fahrten mit Eisenbahn-Draisinen.

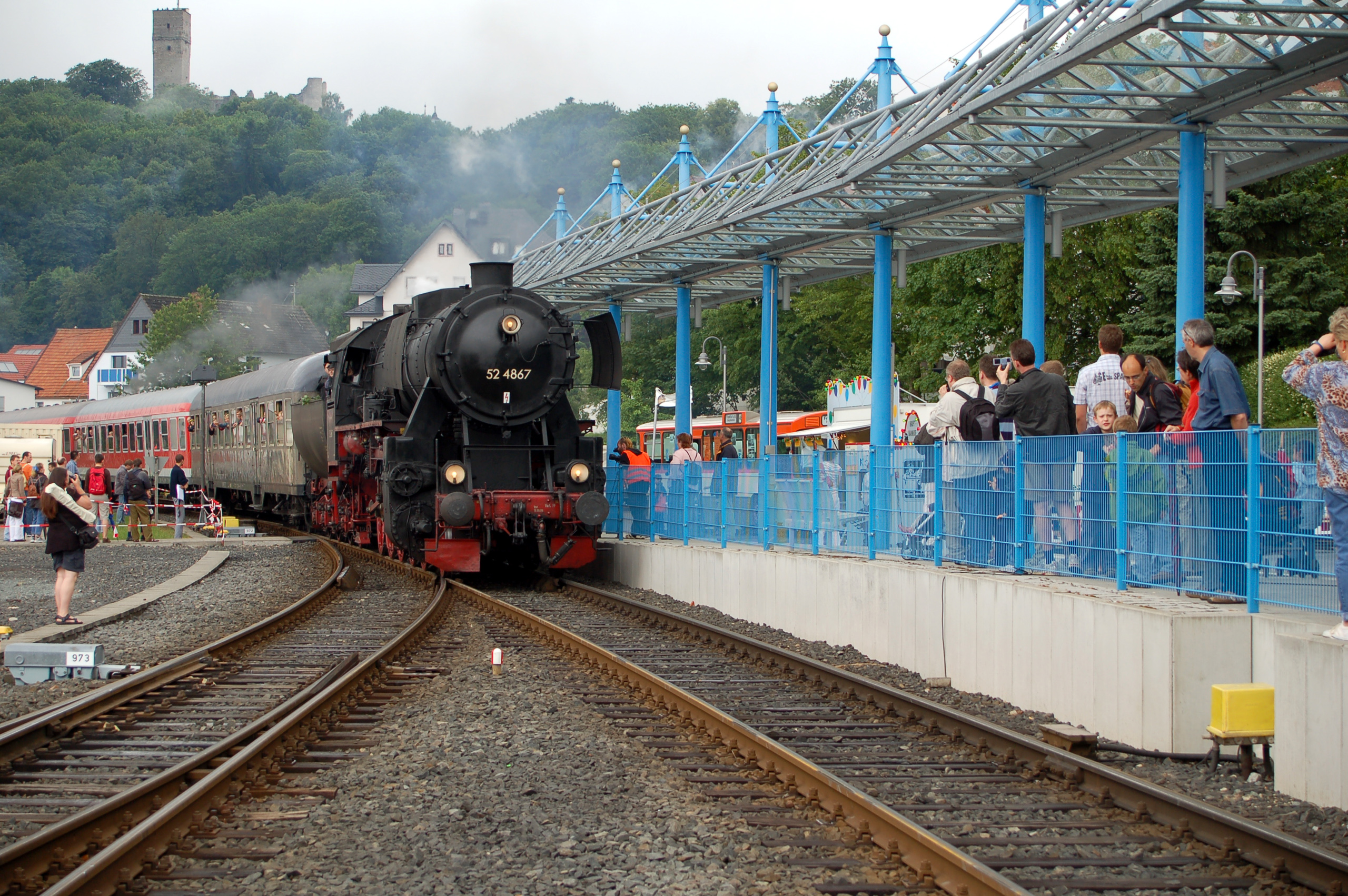
Einfahrt eines Dampf-Sonderzuges mit der 52 4867
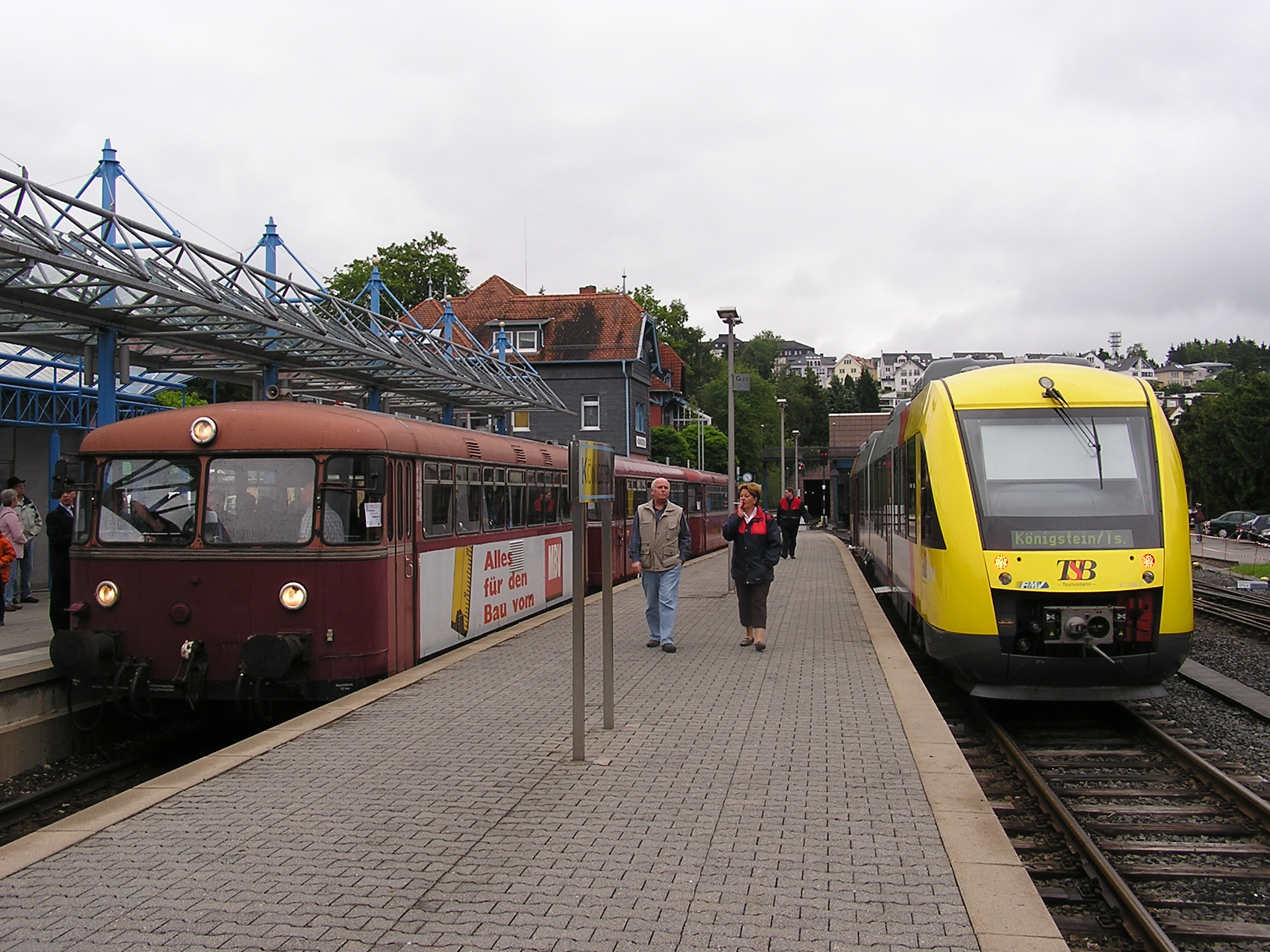
Triebwagen verschiedener Generationen: Uerdinger neben LINT
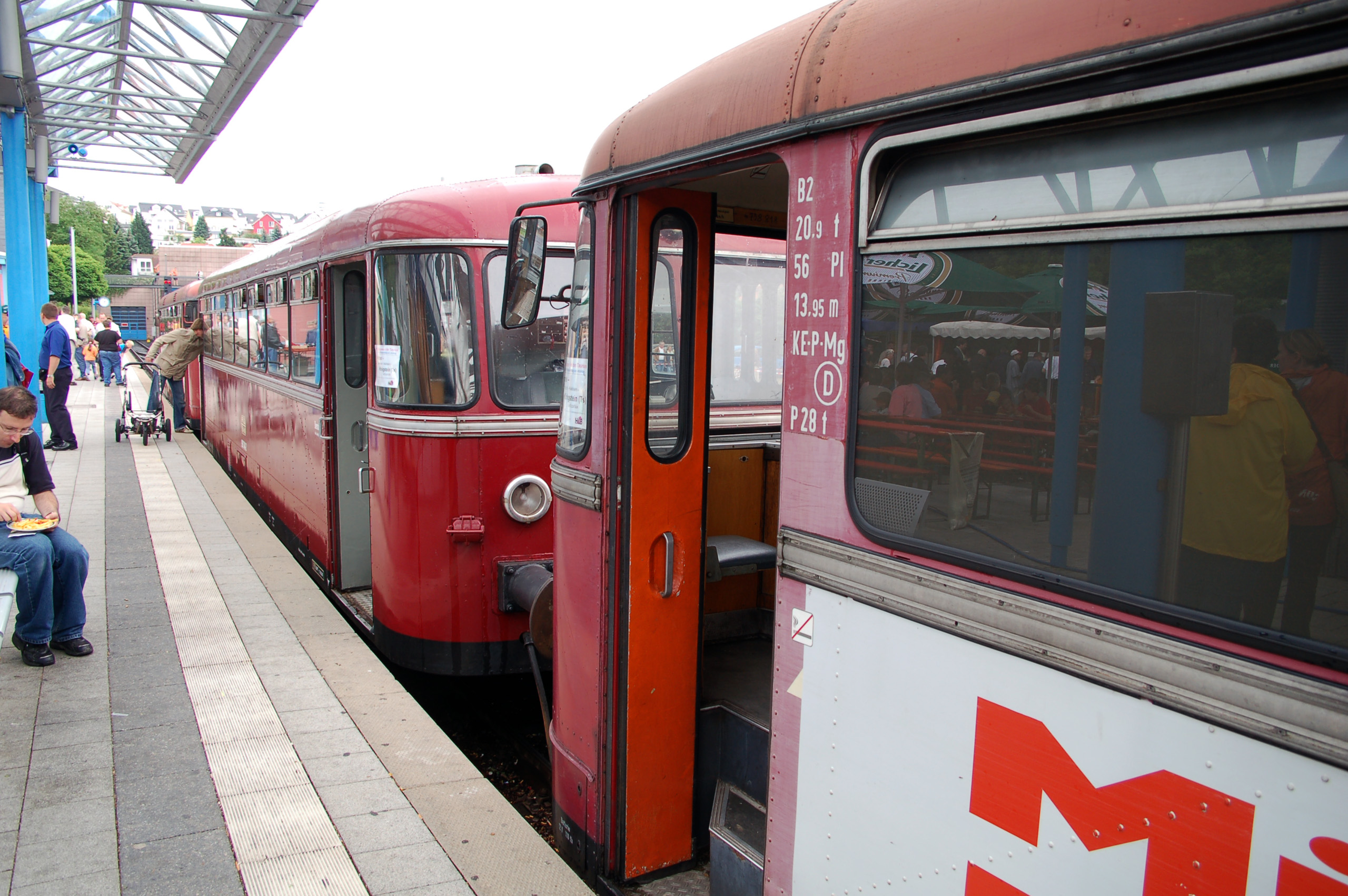
Uerdinger Schienenbus am Bahnsteig
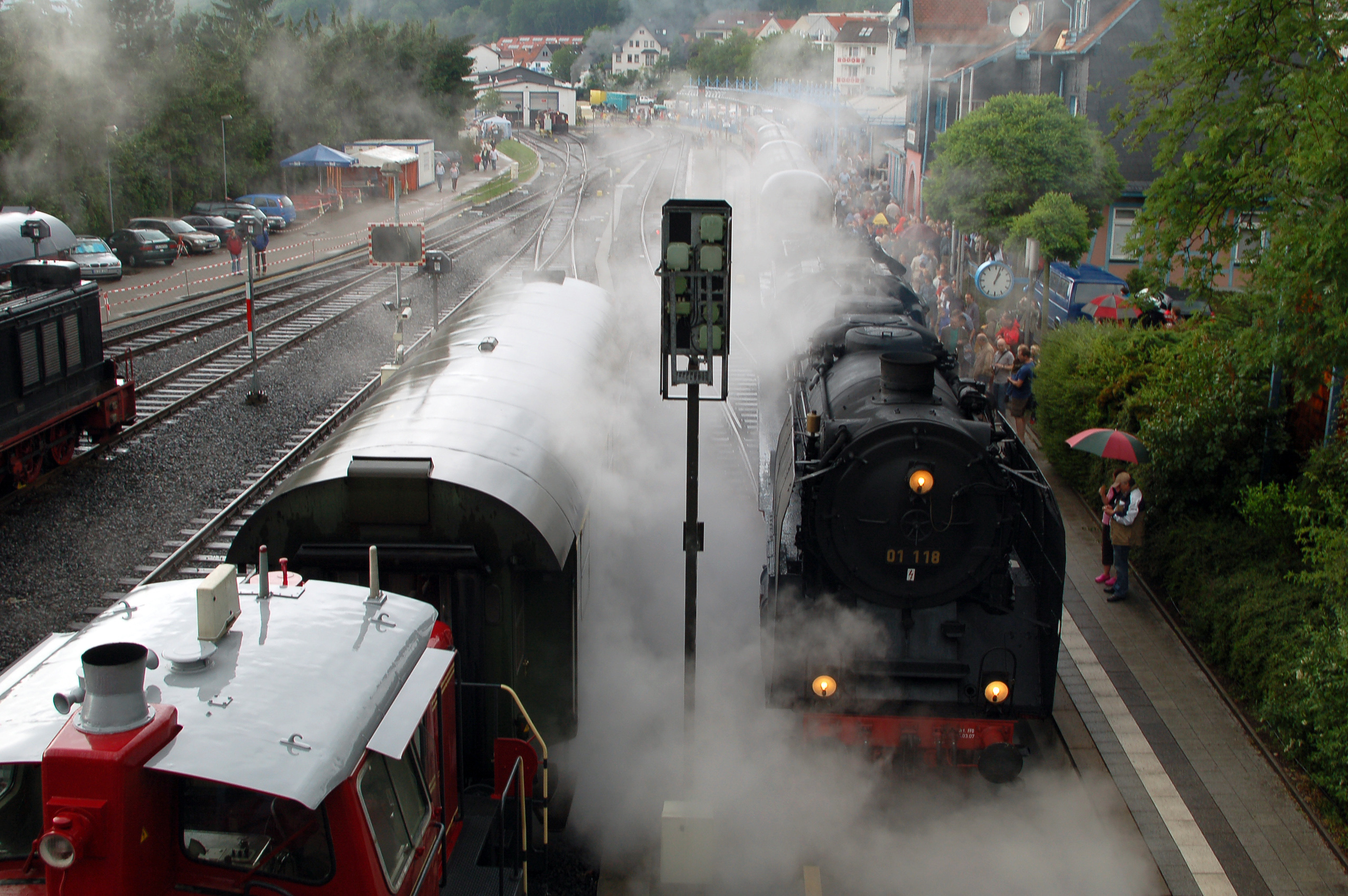
Dampf-Sonderzug mit der 01 118 am Bahnsteig
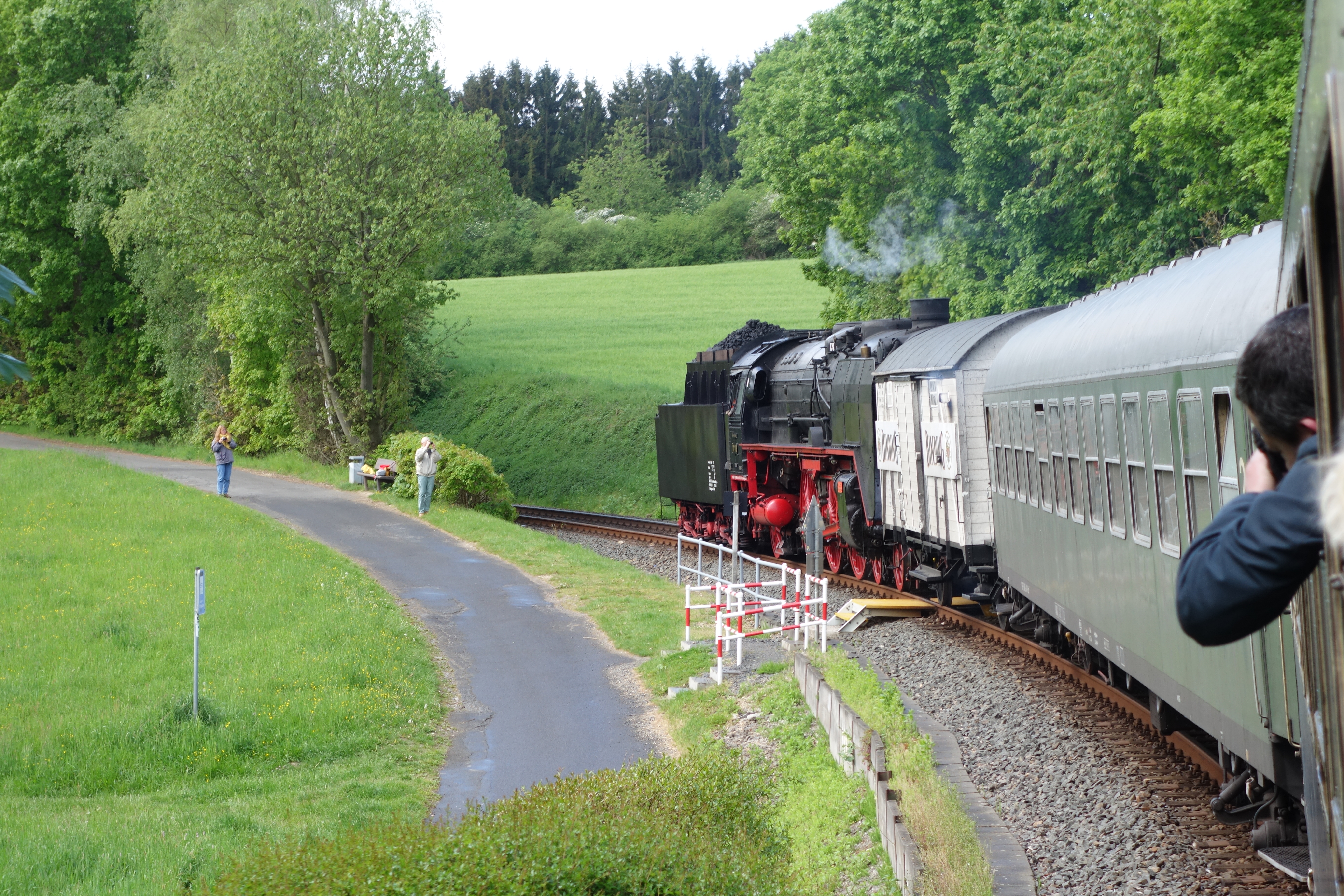
HEF-Pendelzug vom und zum Bahnhofsfest mit 01 118 sowie u. a. mit einem 26,4 Meter langen Schnellzugwagen in der engen 180°-Kurve bei Königstein

## Geschichte
Der reguläre Dampfbetrieb auf der Königsteiner Kleinbahn endete 1969, die drei letzten Dampflokomotiven wurden Anfang der 1970er Jahre verschrottet bzw. an eine Museumsbahn in der Schweiz verkauft. In den 1970er Jahren wurde die im Besitz des Landes Hessen befindliche Nebenbahn stark vernachlässigt. Ihre Züge durften seit 1974 aufgrund fehlender induktiver Zugbeeinflussung nicht mehr bis Frankfurt (Main) Hauptbahnhof durchfahren, und die Strecke blieb aus dem 1974 gegründeten FVV ausgeschlossen. Anfang der 1980er Jahre galt die Strecke als stilllegungsgefährdet.
Zur gleichen Zeit suchte die Historische Eisenbahn Frankfurt nach einer für den Betrieb ihrer Dampflokomotiven geeigneten Strecke, da die bislang genutzte Frankfurter Hafenbahn mitten durch die Stadt führt und nur sehr kurze und langsame Zugfahrten erlaubt. Da die Deutsche Bundesbahn wegen des Dampflokverbotes zu dieser Zeit keine Dampflokomotiven auf ihren Strecken duldete, kam nur eine nichtbundeseigene Bahnstrecke in Betracht. Pfingsten 1981 fand zum ersten Mal ein fahrplanmäßiger Dampfbetrieb auf der Königsteiner Kleinbahn statt, der wegen des großen Erfolges auch in den Folgejahren wiederholt wurde. Die Veranstaltungen im Bahnhof Königstein nahmen bald den Charakter eines Volksfestes an. Der Erfolg des Bahnhofsfestes trug dazu bei, dass die Strecke in der Öffentlichkeit als erhaltenswert angesehen wurde, so dass das Land Hessen 1984 bis 1987 die nötigen Mittel für die Modernisierung der Strecke bereitstellte.